# Espacio reflexivo
En el campo matemático del análisis funcional, un espacio reflexivo es un espacio de Banach (o de forma más general un espacio vectorial topológico localmente convexo) que coincide con el dual continuo de su espacio dual continuo, como espacio vectorial y como espacio topológico. Los espacios de Banach reflexivos se suelen caracterizar por sus propiedades geométricas.

## Espacios de Banach reflexivos
Sea {\displaystyle X} un espacio vectorial normado sobre el cuerpo numérico {\displaystyle \mathbb {F} =\mathbb {R} } o {\displaystyle \mathbb {F} =\mathbb {C} } (los números reales o complejos), con una norma {\displaystyle \|\cdot \|}. Consideramos su espacio dual normado {\displaystyle X'}, consistente en todos sus funcionales lineales continuos {\displaystyle f:X\to {\mathbb {F} }} y tiene asignada la norma dual {\displaystyle \|\cdot \|'} definida por
{\displaystyle \|f\|'=\sup\{|f(x)|\,:\,x\in X,\ \|x\|=1\}.}
El dual {\displaystyle X'} es un espacio normado (en concreto un espacio de Banach), y su espacio dual normado {\displaystyle X''=(X')'} se llama espacio bidual de {\displaystyle X}. El bidual consiste en todos los funcionales lineales continuos {\displaystyle h:X'\to {\mathbb {F} }} y tiene la norma {\displaystyle \|\cdot \|''} dual de {\displaystyle \|\cdot \|'}. Cada vector {\displaystyle x\in X} genera una función escalar {\displaystyle J(x):X'\to {\mathbb {F} }} por la fórmula:
{\displaystyle J(x)(f)=f(x),\qquad f\in X',}
y {\displaystyle J(x)} es un funcional lineal continuo en {\displaystyle X'}, esto es, {\displaystyle J(x)\in X''}. Se obtiene de esta manera una aplicación
{\displaystyle J:X\to X''}
llamada aplicación de evaluación, que es lineal. Se sigue del teorema de Hahn-Banach que {\displaystyle J} es inyectiva y preserva la norma:
{\displaystyle \forall x\in X\qquad \|J(x)\|''=\|x\|,}
esto es, {\displaystyle J} lleva {\displaystyle X} isométricamente en su imagen {\displaystyle J(X)} en {\displaystyle X''}. Además, la imagen {\displaystyle J(X)} es cerrada en {\displaystyle X''}, pero no tiene por qué ser igual a {\displaystyle X''}.
Un espacio normado {\displaystyle X} se dice reflexivo si satisface las siguientes condiciones equivalentes:
(i) la aplicación de evaluación {\displaystyle J:X\to X''} es suprayectiva,
(ii) la aplicación de evaluación {\displaystyle J:X\to X''} es un isomorfismo isométrico de espacios normados,

(iii) la aplicación de evaluación {\displaystyle J:X\to X''} es un isomorfismo de espacios normados.
Un espacio reflexivo {\displaystyle X} es un espacio de Banach, ya que {\displaystyle X} es entonces isométrico al espacio de Banach {\displaystyle X''}.

### Observación
Un espacio de Banach X es reflexivo si es linealmente isométrico a su bidual bajo la incrustación canónica J. Un espacio de James es un ejemplo de un espacio no reflexivo que es linealmente isométrico a su bidual. Además, la imagen del espacio de James bajo la incrustación canónica J tiene codimensión uno en su bidual.
 Un espacio de Banach X se llama cuasi-reflexivo (de orden d) si el cociente X ′′ / J(X) tiene dimensión finita d.

### Ejemplos
1) Todo espacio normado finito-dimensional es reflexivo, simplemente porque en este caso, el espacio, su dual y bidual tienen todos la misma dimensión lineal, y por tanto la aplicación lineal inyectiva J por definición es biyectiva, por el teorema rango-nulidad.
2) El espacio de Banach c0 de sucesiones escalares tendiendo a cero en el infinito, asociado a la norma del supremo, no es reflexivo. Se sigue de las propiedades generales que ℓ1 y ℓ∞ no son reflexivos, ya que ℓ1 es isomorfo al dual de c0, y ℓ∞ es isomorfo al dual de ℓ1.
3) Todos los espacios de Hilbert son reflexivos, al igual que los espacios Lp con 1 < p < ∞. De forma más general, todos los espacios de Banach uniformemente convexos son reflexivos de acuerdo al teorema de Milman-Pettis. Los espacios L1(μ) y L∞(μ) no son reflexivos (a menos que sean finito-dimensionales, lo que ocurre por ejemplo si μ es una medida en un conjunto finito). De forma similar, el espacio de Banach C([0, 1]) de funciones continuas en [0, 1] no es reflexivo.
4) Los espacios Sp(H) de operadores en la clase de Schatten en un espacio de Hilbert H son uniformemente convexos, y por tanto reflexivos, cuando 1 < p < ∞. Si la dimensión de H es infinita, entonces S1(H) (la clase de traza) no es reflexivo, porque contiene un subespacio isomorfo a ℓ1, y S∞(H) = L(H) (los operadores lineales acotados en H) no es reflexivo, porque contiene un subespacio isomorfo a ℓ∞. En ambos casos, se puede elegir el subespacio para que los operadores sean diagonales con respecto a una base ortonormal dada de H.

### Propiedades
Si un espacio de Banach Y es isomorfo a un espacio de Banach reflexivo X, entonces Y es reflexivo.
Todo subespacio vectorial cerrado de un espacio reflexivo es reflexivo. El dual continuo de un espacio reflexivo es reflexivo. Todo cociente de un espacio reflexivo por un subespacio cerrado es reflexivo.
Sea X un espacio de Banach. Los siguientes enunciados son equivalentes:
1. El espacio X es reflexivo.
2. El dual continuo de X es reflexivo.[4]
3. La bola unidad cerrada de X es compacta en la topología débil (esto se conoce como teorema de Kakutani).[5]
4. Toda sucesión acotada en X tiene una subsucesión débilmente convergente.[6]
5. Todo funcional lineal continuo en X tiene su máximo en la bola unidad cerrada en X (teorema de James).[7]

Dado que los subconjuntos convexos cerrados en norma en un espacio de Banach son débilmente cerrados, se sigue de la tercera propiedad que los subconjuntos convexos acotados cerrados de un espacio reflexivo X son débilmente compactos. Así, para toda sucesión decreciente de subconjuntos convexos acotados cerrados no vacíos, toda función convexa continua f sobre un subconjunto convexo cerrado C de X, tal que el conjunto 
{\displaystyle C_{t}=\{x\in C\,:\,f(x)\leq t\}}
es no vacío y acotado para algún número real t, tiene su valor mínimo en C.
La propiedad geométrica de los espacios de Banach reflexivos es la siguiente: si C es un subconjunto convexo no vacío y cerrado del espacio reflexivo X, entonces para todo x en X existe un c en C tal que ǁx − cǁ minimiza la distancia entre x y los puntos de C. Esto se sigue del resultado anterior para funciones convexas aplicado a f(y) = ǁy − xǁ. Nótese que mientras que la distancia mínima entre x y C está unívocamente determinada por x, el punto c no lo está. El punto más cercano c es único cuando X es uniformemente convexo.
Un espacio de Banach reflexivo es separable si y solo si su dual continuo es separable. Esto se sigue del hecho de que para todo espacio normado Y, la separabilidad del dual continuo Y ′ implica la separabilidad de Y.

### Espacio superreflexivo
Informalmente, un espacio de Banach superreflexivo X tiene la siguiente propiedad: dado un espacio de Banach arbitrario Y, si todos los subespacios finito-dimensionales de Y tienen una copia en X, entonces Y es reflexivo. Por esta definición, el espacio X debe también ser reflexivo. Como ejemplo elemental, todo espacio de Banach Y cuyos subespacios bidimensionales son isométricos a subespacios de X = ℓ2 satisfacen la ley del paralelogramo, por tanto Y es un espacio de Hilbert y por tanto reflexivo. Por consiguiente,  ℓ2 es superreflexivo.
La definición formal no usa isometrías, sino casi isometrías. Un espacio de Banach Y es finitamente representable en un espacio de Banach X si para todo subespacio finito-dimensional Y0 de Y y todo ε > 0, existe un subespacio X0 de X tal que la distancia de Banach-Mazur multiplicativa entre X0 e Y0 satisface
{\displaystyle d(X_{0},Y_{0})<1+\varepsilon .}
Un espacio de Banach finitamente representable en ℓ2 es un espacio de Hilbert. Todo espacio de Banach es finitamente representable en c0. El espacio Lp([0, 1]) es finitamente representable en ℓp.
Un espacio de Banach X es superreflexivo si todos los espacios de Banach Y finitamente representables en X son reflexivos, o, en otras palabras, si ningún espacio no reflexivo Y es finitamente representable en X. La noción de ultraproducto de una familia de espacios de Banach permite una definición concisa: un espacio de Banach X es superreflexivo si sus ultrapotencias son reflexivas.
James probó que un espacio es superreflexivo si y solo si su dual es superreflexivo.

### Árboles finitos en espacios de Banach
Una de las caracterizaciones de James de la superreflexividad usa árboles separados. La descripción de un árbol vectorial binario empieza con un árbol binario con raíz etiquetado por vectores: un árbol de altura n en un espacio de Banach X es una familia de 2n + 1 − 1 vectores de X, que pueden organizarse en niveles sucesivos, empezando con el nivel 0 que consiste en un único vector x∅, la raíz del árbol, seguida, para k = 1, …, n, por una familia de 2k vectores formando el nivel k:
{\displaystyle \{x_{\varepsilon _{1},\ldots ,\varepsilon _{k}}\},\quad \varepsilon _{j}=\pm 1,\quad j=1,\ldots ,k,}
que son los descendientes de los vértices del nivel k − 1. Además de la estructura de árbol, se requiere que cada vector que sea un vértice interno del árbol sea el punto medio entre sus dos descendientes:
{\displaystyle x_{\emptyset }={\frac {x_{1}+x_{-1}}{2}},\quad x_{\varepsilon _{1},\ldots ,\varepsilon _{k}}={\frac {x_{\varepsilon _{1},\ldots ,\varepsilon _{k},1}+x_{\varepsilon _{1},\ldots ,\varepsilon _{k},-1}}{2}},\quad 1\leq k<n.}
Dado un número real positivo t, se dice que el árbol es t-separado si para todo vértice interno los dos descendientes son t-separados en la norma del espacio dado:
{\displaystyle \|x_{1}-x_{-1}\|\geq t,\quad \|x_{\varepsilon _{1},\ldots ,\varepsilon _{k},1}-x_{\varepsilon _{1},\ldots ,\varepsilon _{k},-1}\|\geq t,\quad 1\leq k<n.}
Teorema. Un espacio de Banach X es superreflexivo si y solo si para todo t ∈ (0, 2], existe un número n(t) tal que todo árbol t-separado contenido en la bola unidad de X tiene altura menor quen(t).
Los espacios uniformemente convexos son superreflexivos. Sea X uniformemente convexo, con módulo de convexidad δX y sea t un número real en (0, 2]. Por las propiedades del módulo de convexidad, un árbol t-separado de altura n, contenido en la bola unidad, debe tener todos los puntos del nivel n − 1 contenidos en la bola de radio 1 − δX(t) < 1. Por inducción, se sigue que todos los puntos del nivel n − j están contenidos en la bola de radio
{\displaystyle (1-\delta _{X}(t))^{j},\ j=1,\ldots ,n.}
Si la altura n es lo bastante grande para que
{\displaystyle (1-\delta _{X}(t))^{n-1}<t/2,}
entonces los dos puntos x1, x−1 del primer nivel no pueden ser t-separados, contrariamente a la suposición. Esto da el límite requerido n(t), función solo de δX(t).
Usando la caracterización de árbol, Enflo probó que los espacios de Banach superreflexivos admiten una norma uniformemente convexa equivalente. Los árboles en espacios de Banach son un tipo especial de martingalas evaluadas en vectores. Añadiendo técnicas de teoría de martingalas escalar, Pisier mejoró el resultado de Enflo demostrando que un espacio superreflexivo X admite una norma uniformemente convexa equivalente para la que el módulo de convexidad satisface, para alguna constante c > 0 y algún número real q ≥ 2,
{\displaystyle \delta _{X}(t)\geq c\,t^{q},\quad t\in [0,2].}

## Espacios localmente convexos reflexivos
La noción de espacio de Banach reflexivo se puede generalizar a espacios vectoriales topológicos de la siguiente forma.
Sea {\displaystyle X} un espacio vectorial topológico sobre un cuerpo numérico {\displaystyle \mathbb {F} } (de números reales {\displaystyle \mathbb {R} } o números complejos {\displaystyle \mathbb {C} }). Considérese su espacio dual fuerte {\displaystyle X'_{\beta }}, que consiste en todos los funcionales lineales continuos {\displaystyle f:X\to {\mathbb {F} }} y lleva asociada la topología fuerte {\displaystyle \beta (X',X)},esto es, la topología de convergencia uniforme sobre subconjuntos acotados en {\displaystyle X}. El espacio {\displaystyle X'_{\beta }} es un espacio vectorial topológico (para ser más preciso, un espacio localmente convexo), de forma que se puede considerar su espacio dual fuerte {\displaystyle (X'_{\beta })'_{\beta }}, que se llama espacio bidual fuerte de {\displaystyle X}. Consiste en todos los funcionales lineales continuos {\displaystyle h:X'_{\beta }\to {\mathbb {F} }} y lleva asociada la topología fuerte {\displaystyle \beta ((X'_{\beta })',X'_{\beta })}. Cada vector {\displaystyle x\in X} genera una aplicación {\displaystyle J(x):X'_{\beta }\to {\mathbb {F} }} por la siguiente fórmula:
{\displaystyle J(x)(f)=f(x),\qquad f\in X'.}
Esto es un funcional lineal continuo en {\displaystyle X'_{\beta }}, es decir, {\displaystyle J(x)\in (X'_{\beta })'_{\beta }}. Se obtiene una aplicación llamada aplicación de evaluación:
{\displaystyle J:X\to (X'_{\beta })'_{\beta }.}
Esta aplicación es lineal. Si {\displaystyle X} es localmente convexo, se sigue del teorema de Hahn-Banach que {\displaystyle J} es inyectiva y abierta (esto es, para todo entorno del cero {\displaystyle U} en {\displaystyle X} existe un entorno del cero {\displaystyle V} en {\displaystyle (X'_{\beta })'_{\beta }} tal que {\displaystyle J(U)\supseteq V\cap J(X)}). Pero este puede ser no suprayectiva y/o discontinua.
Un espacio localmente convexo {\displaystyle X} se dice 
- semirreflexivo si la aplicación de evaluación  {\displaystyle J:X\to (X'_{\beta })'_{\beta }} es suprayectiva,
- reflexivo si la aplicación de evaluación  {\displaystyle J:X\to (X'_{\beta })'_{\beta }} es suprayectiva y continua (en este caso  {\displaystyle J} es un isomorfismo de espacios vectoriales topológicos).
Teorema. Un espacio de Hausdorff localmente convexo {\displaystyle X} es semirreflexivo si y solo si {\displaystyle X} con la topología {\displaystyle \sigma (X,X^{*})} tiene la propiedad de Heine-Borel (esto es, los subconjuntos acotados y débilmente cerrados de {\displaystyle X} son débilmente compactos).
Teorema. Un espacio localmente convexo {\displaystyle X} es reflexivo si y solo si es semirreflexivo y tonelado.

Teorema. El dual fuerte de un espacio semirreflexivo es tonelado.

### Ejemplos
1) Todo espacio vectorial topológico de Hausdorff finito-dimensional es reflexivo, ya que J es biyectiva por álgebra lineal, y porque existe una única topología de espacio vectorial de Hausdorff en un espacio vectorial finito-dimensional.
2) Un espacio normado {\displaystyle X} es reflexivo como espacio normado si y solo si es reflexivo como espacio localmente convexo. Esto se sigue del hecho de que para un espacio normado {\displaystyle X} su espacio dual normado {\displaystyle X'} coincide como espacio vectorial topológico con el espacio dual fuerte {\displaystyle X'_{\beta }}. Como corolario, la aplicación de evaluación {\displaystyle J:X\to X''} coincide con la aplicación de evaluación {\displaystyle J:X\to (X'_{\beta })'_{\beta }}, y las siguientes condiciones son equivalentes:
(i) {\displaystyle X} es un espacio normado reflexivo (esto es, {\displaystyle J:X\to X''} es un isomorfismo de espacios normados),
(ii) {\displaystyle X} es un espacio localmente compacto reflexivo (esto es, {\displaystyle J:X\to (X'_{\beta })'_{\beta }} es un isomorfismo de espacios vectoriales topológicos),
(iii) {\displaystyle X} es un espacio localmente conexo semirreflexivo (esto es, {\displaystyle J:X\to (X'_{\beta })'_{\beta }} es suprayectiva).
3) Un ejemplo (algo artificial) de un espacio semirreflexivo que no es reflexivo se obtiene de la siguiente manera: sea Y un espacio de Banach reflexivo infinito-dimensional, y sea X el espacio vectorial topológico (Y, σ(Y, Y ′)), esto es, el espacio vectorial Y con la topología débil asociada. Entonces el dual continuo de X e Y ′ es la misma clase de funcionales, y los subconjuntos acotados de X (esto es, los subconjuntos débilmente acotados de Y) son acotados en norma, luego el espacio de Banach Y ′ es el dual fuerte de X. Dado que Y es reflexivo, el dual continuo de X ′ = Y ′ es igual a la imagen J(X) de X bajo la incrustación canónica J, pero la topología en X (la topología débil de Y) no es la topología fuerte β(X, X ′), que es igual a la topología de la norma de Y.
4) Los espacios de Montel son espacios vectoriales topológicos localmente convexos reflexivos. En particular, los siguientes espacios usados frecuentemente en análisis funcional son espacios localmente convexos reflexivos:
- el espacio {\displaystyle C^{\infty }(M)} de funcionales suaves en una variedad suave (real) arbitraria {\displaystyle M}, y su espacio dual fuerte {\displaystyle (C^{\infty })'(M)} de distribuciones con soporte compacto en {\displaystyle M},
- el espacio {\displaystyle {\mathcal {D}}(M)} de funciones suaves con soporte compacto en una variedad suave (real) arbitraria {\displaystyle M}, y su espacio dual fuerte {\displaystyle {\mathcal {D}}'(M)} de distribuciones en {\displaystyle M},
- el espacio {\displaystyle {\mathcal {O}}(M)} de funciones holomorfas en una variedad compleja arbitraria {\displaystyle M}, y su espacio dual fuerte {\displaystyle {\mathcal {O}}'(M)} de funciones analíticas en {\displaystyle M},
- el espacio de Schwartz {\displaystyle {\mathcal {S}}({\mathbb {R} }^{n})} on  {\displaystyle {\mathbb {R} }^{n}}, y su espacio dual fuerte {\displaystyle {\mathcal {S}}'({\mathbb {R} }^{n})} de distribuciones temperadas en {\displaystyle {\mathbb {R} }^{n}}.

## Espacios estereotipo y otras versiones de reflexividad
Entre todos los espacios localmente convexos (incluso entre todos los espacios de Banach) usados en análisis funcional la clase de espacios reflexivos es muy pequeña para representar una categoría autosuficiente en ningún sentido. Por otro lado, la idea de dualidad reflejada en esta noción es tan natural que lleva a la intuición de que cambios apropiados en la definición de reflexividad pueden llevar a otra noción, más conveniente para otros objetivos matemáticos. Uno de tales objetivos es la idea de acercar el análisis a otras ramas de las matemáticas, como el álgebra y la geometría, reformulando sus resultados en el lenguaje puramente algebraico de teoría de categorías.
Esto está siendo desarrollado en la teoría de espacios estereotipo, que se definen como espacios vectoriales topológicos que satisfacen una condición similar de reflexividad, pero con la topología de convergencia uniforme en subconjuntos totalmente acotados (en lugar de subconjuntos acotados) en la definición del espacio dual X’. De forma más precisa, un espacio vectorial topológico {\displaystyle X} se dice estereotipo si la aplicación de evaluación en el segundo espacio dual estereotipo
{\displaystyle J:X\to X^{\star \star },\quad J(x)(f)=f(x),\quad x\in X,\quad f\in X^{\star }}
es un isomorfismo de espacios vectoriales topológicos. Aquí el espacio dual estereotipo {\displaystyle X^{\star }} se define como el espacio de funcionales lineales continuos {\displaystyle X'} dotado con la topología de convergencia uniforme en conjuntos totalmente acotados en {\displaystyle X} (y el segundo espacio dual estereotipo {\displaystyle X^{\star \star }} es el espacio dual de {\displaystyle X^{\star }} en el mismo sentido).
En contraste con los espacios reflexivos clásico, la clase Ste de espacios estereotipo es muy amplia (contiene, en particular, todos los espacios de Fréchet y por tanto, todos los espacios de Banach), forma una categoría monoidal cerrada, y admite operaciones estándar (definidas dentro de Ste) para construir nuevos espacios, como tomar subespacios cerrados, espacios cocientes, límites directo e inverso, el espacio de operadores, productos tensoriales, etc. La categoría Ste tiene aplicaciones en teoría de dualidad para grupos no conmutativos.
De forma similar, se puede sustituir la clase de subconjuntos acotados (y totalmente acotados) en X en la definición del espacio dual X’, por otras clases de subconjuntos, por ejemplo, por la clase de subconjuntos compactos en X. Los espacios definidos por la condición de reflexividad correspondiente se llaman reflectivos, y forman una clase incluso mayor que Ste, pero no es claro si esta clase forma una categoría con propiedades similares a las de Ste.